# Alone I Break
Alone I Break è un singolo promozionale del gruppo musicale statunitense Korn, estratto dal quinto album in studio Untouchables e pubblicato nel 2002.

## Descrizione
È una caccia alla power ballad e presenta una voce pulita, una chitarra semplice e una sintetica batteria. In studio, Munky e Head hanno usato 14 corde diverse di chitarra per ottenere un suono più ampio e dolce.

## Video musicale
Ci fu una gara per il videoclip supportato da MTV, nella quale il vincitore venne scelto come direttore del video. Il vincitore fu Sean Dack che inserì nel video l'oscurità dei Korn. La band, successivamente, ammise che il video doveva essere più divertente rispetto a quello che aveva girato il regista.

## Tracce
1. Alone I Break (Album Version) – 4:16
2. Alone I Break (Clean Version) – 4:16

## Formazione
- Jonathan Davis – voce
- Fieldy – basso
- James Shaffer – chitarra
- Brian "Head" Welch – chitarra
- David Silveria – batteria

## Classifiche
| Classifica (2002)             | Posizione massima |
| ----------------------------- | ----------------- |
| Stati Uniti (alternative)     | 34                |
| Stati Uniti (mainstream rock) | 19                |